# Еразмув
Еразмув (пол. Erazmów) — село в Польщі, у гміні Колюшки Лодзький-Східного повіту Лодзинського воєводства.
У 1975-1998 роках село належало до Пйотрковського воєводства.